# Clemente Altieri, VI principe di Oriolo
Clemente Altieri, VI principe di Oriolo (Roma, 6 agosto 1795 – Roma, 21 giugno 1873), è stato un principe italiano.

## Biografia
Clemente nacque a Roma il 6 agosto 1795, figlio di Paluzzo Altieri, V principe di Oriolo, e di sua moglie Maria Anna di Sassonia. Per parte di suo padre egli era imparentato per adozione con il papa Clemente X (da cui appunto il suo nome di battesimo) e con il cardinale Paluzzo Paluzzi Altieri degli Albertoni. Sua madre era invece figlia del principe Francesco Saverio di Sassonia e nipote di re Augusto III di Polonia. Suo fratello era il cardinale Lodovico Altieri. Venne tenuto a battesimo da suo zio, il principe-arcivescovo Clemente Venceslao di Sassonia.
Alla morte di suo padre nel 1834 gli succedette ai titoli ed al feudo di Oriolo.
Morì a Roma il 21 giugno 1873 e venne sepolto nel sepolcro di famiglia nella chiesa di Santa Maria sopra Minerva.

## Matrimonio e figli
Clemente sposò a Roma il 19 gennaio 1817 la principessa Vittoria Boncompagni Ludovisi, figlia del principe Luigi I Boncompagni Ludovisi, IX duca di Sora, e di sua moglie, la principessa romana Maddalena Odescalchi. Da questo matrimonio nacquero i seguenti eredi:
- Emilio (1819-1900), VII principe di Oriolo, sposò la contessa Beatrice Archinto
- Livia (1820-1886), sposò Girolamo di Colloredo Mels, marchese di Santa Sofia
- Chiara (1824-1888), sposò Matteo Antici-Mattei, duca di Giove
- Lorenzo (1829-1899), sposò la principessa Olga Cantacuzena
- Teresa (1835-1887), sposò il marchese Francesco Patrizi Naro Montoro
- Bianca (1838-1896), sposò il duca Antonio Favaro Veneto

## Albero genealogico
|                                             |                        |                                              | Genitori                                         |  |  | Nonni |  |  | Bisnonni                                         |  |  | Trisnonni                             |  |
|                                             |                        |                                              |                                                  |  |  |       |  |  | Girolamo Antonio Altieri, III principe di Oriolo |  |  | Gaspare Altieri, I principe di Oriolo |  |
|                                             |                        |                                              |                                                  |  |  |       |  |  | Girolamo Antonio Altieri, III principe di Oriolo |  |  | Gaspare Altieri, I principe di Oriolo |  |
|                                             |                        | Laura Caterina Altieri                       |                                                  |  |  |       |  |  | Girolamo Antonio Altieri, III principe di Oriolo |  |  |                                       |  |
| Emilio Carlo Altieri, IV principe di Oriolo |                        |                                              |                                                  |  |  |       |  |  | Girolamo Antonio Altieri, III principe di Oriolo |  |  |                                       |  |
|                                             |                        | Maria Maddalena Borromeo Arese               | Carlo Borromeo Arese, XI conte di Arona          |  |  |       |  |  |                                                  |  |  |                                       |  |
|                                             |                        | Maria Maddalena Borromeo Arese               | Carlo Borromeo Arese, XI conte di Arona          |  |  |       |  |  |                                                  |  |  |                                       |  |
|                                             |                        | Maria Maddalena Borromeo Arese               | Camilla Barberini                                |  |  |       |  |  |                                                  |  |  |                                       |  |
| Paluzzo Altieri, V principe di Oriolo       |                        | Maria Maddalena Borromeo Arese               |                                                  |  |  |       |  |  |                                                  |  |  |                                       |  |
|                                             |                        | Camillo Borghese, IV principe di Sulmona     | Marcantonio II Borghese, III principe di Sulmona |  |  |       |  |  |                                                  |  |  |                                       |  |
|                                             |                        | Camillo Borghese, IV principe di Sulmona     | Marcantonio II Borghese, III principe di Sulmona |  |  |       |  |  |                                                  |  |  |                                       |  |
|                                             |                        | Camillo Borghese, IV principe di Sulmona     | Livia Spinola                                    |  |  |       |  |  |                                                  |  |  |                                       |  |
| Livia Borghese                              |                        | Camillo Borghese, IV principe di Sulmona     |                                                  |  |  |       |  |  |                                                  |  |  |                                       |  |
|                                             |                        | Agnese Colonna di Paliano                    | Filippo II Colonna, IX principe di Paliano       |  |  |       |  |  |                                                  |  |  |                                       |  |
|                                             |                        | Agnese Colonna di Paliano                    | Filippo II Colonna, IX principe di Paliano       |  |  |       |  |  |                                                  |  |  |                                       |  |
|                                             |                        | Agnese Colonna di Paliano                    | Olimpia Pamphili                                 |  |  |       |  |  |                                                  |  |  |                                       |  |
| Clemente Altieri, VI principe di Oriolo     |                        | Agnese Colonna di Paliano                    |                                                  |  |  |       |  |  |                                                  |  |  |                                       |  |
|                                             | Augusto III di Polonia | Augusto II di Polonia                        |                                                  |  |  |       |  |  |                                                  |  |  |                                       |  |
|                                             | Augusto III di Polonia | Augusto II di Polonia                        |                                                  |  |  |       |  |  |                                                  |  |  |                                       |  |
|                                             | Augusto III di Polonia | Cristiana Eberardina di Brandeburgo-Bayreuth |                                                  |  |  |       |  |  |                                                  |  |  |                                       |  |
| Francesco Saverio di Sassonia               | Augusto III di Polonia |                                              |                                                  |  |  |       |  |  |                                                  |  |  |                                       |  |
|                                             |                        | Maria Giuseppa d'Austria                     | Giuseppe I del Sacro Romano Impero               |  |  |       |  |  |                                                  |  |  |                                       |  |
|                                             |                        | Maria Giuseppa d'Austria                     | Giuseppe I del Sacro Romano Impero               |  |  |       |  |  |                                                  |  |  |                                       |  |
|                                             |                        | Maria Giuseppa d'Austria                     | Guglielmina Amalia di Brunswick-Lüneburg         |  |  |       |  |  |                                                  |  |  |                                       |  |
| Maria Anna di Sassonia                      |                        | Maria Giuseppa d'Austria                     |                                                  |  |  |       |  |  |                                                  |  |  |                                       |  |
|                                             |                        | Giuseppe Spinucci                            | …                                                |  |  |       |  |  |                                                  |  |  |                                       |  |
|                                             |                        | Giuseppe Spinucci                            | …                                                |  |  |       |  |  |                                                  |  |  |                                       |  |
|                                             |                        | Giuseppe Spinucci                            | …                                                |  |  |       |  |  |                                                  |  |  |                                       |  |
| Chiara Spinucci                             |                        | Giuseppe Spinucci                            |                                                  |  |  |       |  |  |                                                  |  |  |                                       |  |
|                                             |                        | Beatrice Vecchi-Buratti                      | …                                                |  |  |       |  |  |                                                  |  |  |                                       |  |
|                                             |                        | Beatrice Vecchi-Buratti                      | …                                                |  |  |       |  |  |                                                  |  |  |                                       |  |
|                                             |                        | Beatrice Vecchi-Buratti                      | …                                                |  |  |       |  |  |                                                  |  |  |                                       |  |
|                                             |                        | Beatrice Vecchi-Buratti                      |                                                  |  |  |       |  |  |                                                  |  |  |                                       |  |